# Жлуктенко, Владимир Афанасьевич
Жлукте́нко Влади́мир Афана́сьевич (23 января 1922, с. Кулебовка, Новомосковский район (Украина), Днепропетровская область, Украинская ССР — 30 мая 1980, Слуцк, Белорусская ССР) — музыкант.
В 1939 году Владимир Афанасьевич окончил Новомосковский техникум механизации сельского хозяйства.
Участник Великой Отечественной войны. В действующей армии с 1943 года. Награждён медалями за участие в героическом штурме и взятии Кёнигсберга, Берлина, за Победу над Германией в Великой Отечественной войне.
С 1946 года жил в Слуцке. Работал в Слуцком Доме культуры. В 1958 году впервые в БССР под его руководством силами самодеятельных артистов была поставлена опера украинского композитора С. С. Гулак-Артемовского «Запорожец за Дунаем».
В 1959 году присвоено звание Заслуженного деятеля культуры БССР. В 1966 году окончил Минское музыкальное училище им. М. И. Глинки. Преподавал музыку и пение в старейшей гимназии БССР № 1 г. Слуцка.
Ушёл из жизни в 1980 году.

## Биография

### Участник Великой Отечественной войны
Когда началась Великая Отечественная война, Владимир служил в Витебске. В действующую армию попал в 1943 году. Служил в отделе контрразведки 28-й армии. В июне — июле 1944 года принимал участие в Белорусской и Бобруйской операциях по освобождению Белоруссии от немецко-фашистских захватчиков. Владимир Афанасьевич — участник освобождения Бобруйска, Бреста, города Гумбиннена. Участвовал в Восточно-Прусской операции и Берлинской операции 1945 года. В конце войны оказался в Чехословакии, участвуя в Пражской операции 1945 года. Демобилизовался в 1946 году.

### Творчество
После освобождения БССР от немецко-фашистских захватчиков судьба привела Владимира в город Слуцк Минской области. С 1946 года работал в Доме культуры Слуцка баянистом, руководителем кружков и ансамблей художественной самодеятельности, художественным руководителем хора и художественным руководителем Дома культуры.

Коллектив городского Дома культуры стал центром работы по развитию художественной самодеятельности города Слуцка. В годы социализма на предприятиях города, в училищах, школах, дошкольных учреждениях работали 250 коллективов художественной самодеятельности, в которых было занято более 3 тысяч человек. Регулярно проводились смотры художественной самодеятельности.— Книга «Древний город на Случи», 1985 год.
За выдающиеся достижения в развитии самодеятельного искусства города Слуцка и Слуцкого района Жлуктенко В. А. поощрён двадцатью тремя наградами. Это почётные грамоты, дипломы и похвальные листы различного уровня. В. А. Жлуктенко награждён за активизацию работы кружков художественной самодеятельности и исполнительское мастерство, за работу руководителем оркестра народных инструментов и вокального коллектива, за отличную работу и неисчерпаемую организаторскую способность по совершенствованию музыкального исполнения народных песен, песен советских композиторов и мировой классики, за подготовку солистов слуцкого Дома культуры, за успешное руководство и активное участие в смотрах, декадах, олимпиадах и конкурсах художественной самодеятельности и т. д.
Среди наград — серебряный портсигар с именной надписью, который был подарен ему как участнику конкурса Второго областного фестиваля молодёжи.
За успешное выступление в заключительном этапе смотра сельской художественной самодеятельности Белорусской ССР в Минске награждён Грамотой Совета Министров БССР. Почётной Грамотой Министерства культуры БССР и Белорусского Республиканского Комитета профессионального союза работников культуры награждён за активное участие в подготовке и проведении Всебелорусского фестиваля молодёжи и студентов (1957).
В составе делегации БССР Владимир Афанасьевич Жлуктенко участвовал в VI Всемирном фестивале молодёжи и студентов (Москва, 1957).
За активное участие в организации концертов дружбы, посвящённых освобождению БССР и городов Минска и Вильнюса от немецко-фашистских захватчиков награждён Грамотой Литовской ССР (1962).

### Постановка оперы силами самодеятельных артистов
На декаде самодеятельного искусства республики, посвящённой 40-летию БССР (1958), коллектив Слуцкого Дома культуры под руководством Жлуктенко В. А. впервые в истории БССР выступил с реализацией казалось бы невероятного не только по тем временам проекта — опера силами самодеятельных артистов. Опера украинского композитора С. С. Гулак-Артемовского «Запорожец за Дунаем» поставлена музыкантом-самородком без музыкального образования Владимиром Жлуктенко. Комиссия по проведению вышеупомянутого смотра наградила Грамотой художественного руководителя слуцкого городского Дома культуры за творческие успехи и активное участие в развитии художественной самодеятельности.

Впервые в республике. В 1958 году в Слуцком городском Доме культуры шел областной смотр художественной самодеятельности. Когда стало известно, что коллектив художественной самодеятельности Слуцкого городского Дома культуры выступит с оперой украинского композитора C. С. Гулак-Артемовского «Запорожец за Дунаем», многие сомневались, сможет ли самодеятельный коллектив справиться с такой титанической задачей: донести до слушателя содержание и идею оперы. Но дирижер и художественный руководитель оперы Жлуктенко В. А. уверенно взмахнул дирижерской палочкой. В притихшем зале зазвучали волшебные мелодии увертюры к опере. Первые сцены, особенно дуэт Карася и Одарки покорили слушателя теплотой звучания и правдивостью образов. Особенно хорошо исполнил партию Карася В. Пасько, ответственный секретарь районного отделения Товарищества по расширению политических и научных знаний. В роли Одарки хорошо выступила воспитательница детского дома О. Цырлина. Инженер литейно-механического завода И. Голубцов исполнил роль Андрея, а слесарь этого же завода Р. Романчук пел партию Султана. В роли Оксаны выступила домохозяйка К. Козодаева, партию Имама исполнил хормейстер городского Дома культуры И. Лобанов. Огромная заслуга в создании уникального оперного спектакля принадлежит художественному руководителю Дома культуры Жлуктенко В. А., а также руководителю драматического кружка Л. Бортнику.— газета «За сацыялістычную Радзіму», 1960 год.
Указом Президиума Верховного Совета БССР (30 января 1959 года) Владимир Афанасьевич Жлуктенко был награждён Почётной Грамотой Заслуженного деятеля культуры БССР за заслуги в развитии самодеятельного искусства в республике и успешное участие в декаде художественной самодеятельности, посвящённой 40-летию БССР. Ему присвоено звание Заслуженного деятеля культуры БССР (удостоверение № 5 от 21 февраля 1959 года). Борис Владимирович Владомирский — советский актёр театра и кино, заслуженный артист Белорусской ССР, вручил Владимиру Афанасьевичу Почётную Грамоту, удостоверение и нагрудный знак Заслуженного деятеля культуры БССР.
Жлуктенко В. А. плодотворно работал с самодеятельными коллективами многих предприятий Слуцка и деревенских коллективов Слуцкого района, создавая и вдохновляя на успех всё новые и новые коллективы художественной самодеятельности.
Владимир Жлуктенко внёс значительный вклад в развитие хорового коллектива текстильной фабрики города Слуцка, он результативно работал с хоровым коллективом артели «Прогресс», с Козловичским народным хором, который в 2019 году отметил своё 85-летие. В 1960 году Заслуженный деятель культуры БССР Жлуктенко Владимир Афанасьевич был награждён Грамотами за активное участие в смотре самодеятельного искусства, творческие достижения в развитии художественной самодеятельности и успешное выступление на Республиканском смотре художественной самодеятельности.
Спустя три года после постановки оперы С. С. Гулак-Артемовского «Запорожец за Дунаем» в 1961 году Владимир поступил на хорово-дирижерское отделение Минского музыкального училища имени М. И. Глинки, которое успешно окончил в 1966 году.

### Педагогическая деятельность
После завершения учебы работал педагогом в старейшей гимназии Беларуси (СШ № 1 города Слуцка), где сумел раскрыть много талантов. Под его руководством в СШ № 1 был создан первый детский эстрадно-симфонический оркестр. Оркестр выезжал с концертами в районные дома культуры, часто выступал на различных торжественных мероприятиях в честь государственных праздников.
Впервые в истории города Слуцка школьный вокально-инструментальный ансамбль под руководством Владимира Афанасьевича был приглашён на Белорусское радио для участия в конкурсе «Красная гвоздика», где получил призовое место. Преподаватель музыки СШ № 1, Заслуженный деятель культуры БССР Жлуктенко В. А. был награждён Грамотой Слуцкого РК ЛКСМ Белоруссии за большую работу по подготовке молодёжи к смотру-конкурсу молодых исполнителей Советской песни, посвящённому 50-летию присвоения Комсомолу имени В. И. Ленина.
Владимир Афанасьевич владел практически всеми музыкальными инструментами, обучал игре на них своих учеников. Он был энтузиастом и новатором своего времени, успешно осваивал всё новые и новые музыкальные инструменты и жанры музыкального искусства (эстрадно-симфонический оркестр, вокально-инструментальный ансамбль, хор, октет, работа с солистами). А если в оркестре не хватало инструмента, он создавал его сам.
28 апреля 1975 года награждён Почётной Грамотой Министерства образования БССР и Республиканского комитета профсоюза работников образования высшей школы и научных учреждений БССР за достигнутые успехи в работе, активное участие в Великой Отечественной войне и в связи с 30-летием со дня Победы.
Уникальный музыкант, человек-оркестр, энтузиаст, педагог, Заслуженный деятель культуры БССР Жлуктенко Владимир Афанасьевич ушёл из жизни 30 мая 1980 года.
Документы, награды, уникальный самодельный баян, созданный и подаренный Владимиру его отцом, являются экспонатами Слуцкого краеведческого музея.

## Награды
Благодарности Верховного Главнокомандующего товарища И. В. Сталина за взятие Бобруйска, Бреста, Гумбиннена, Кёнигсберга, Берлина.
Медали:
- Медаль «За взятие Кёнигсберга»
- Медаль «За взятие Берлина»
- Медаль «За победу над Германией в Великой Отечественной войне 1941—1945 гг.»
- Юбилейная медаль «Двадцать лет Победы в Великой Отечественной войне 1941—1945 гг.»
- Знак «25 лет победы в Великой Отечественной войне»
- Юбилейная медаль «Тридцать лет Победы в Великой Отечественной войне 1941—1945 гг.»
- Юбилейная медаль «50 лет Вооружённых Сил СССР»
- Юбилейная медаль «60 лет Вооружённых Сил СССР»

Звание «Заслуженный деятель культуры БССР» (Указ Президиума Верховного Совета БССР от 30 января 1959 года).